# Старогутівський (втрачена)
«Старогутівський» - історичний об'єкт природно-заповідного фонду в Суміській області, Середино-Будський район.

## Історія
Ландшафтний державний заказник «Старогутівський» площею 693 га був створений Постановою Ради Міністрів УРСР від 28 жовтня 1974 р. N 500 
та Постановою Ради Міністрів УРСР від 7 січня 1987 р. № 2 .
Невдовзі, рішенням Сумського облвиконкому від 25.09.1990 р. №179 з дозволу Ради Міністрів УРСР територія заказника була розширена до 3192 га 
Також, об'єкт був оголошений рішенням Сумського Облвиконкому № 138   19.08.1991 року на землях Середино-Будського лісгоспзагу (Старогутське лісництво).

## Характеристика
Об'єкт на момент створення був сосновими і мішаними лісами, є також сфагнові болота з характерною рослинністю. Водяться глухарі, тетерів і сіра куропатка.

## Скасування
Рішенням Сумської обласної ради  № 1341/98  09.12.1998 року та Указом Президента України від 23 лютого 1999 року 196/99 заказник був скасований. 
Скасування статусу відбулось по причині входження його території до складу національного природного парку «Деснянсько-Старогутський».
Вся інформація про створення об'єкту взята із текстів зазначених у статті рішень обласної ради, що надані Державним управлянням екології та природних ресурсів Сумської  області Всеукраїнській громадській організації «Національний екологічний центр України» . .